# Lexicon recentis Latinitatis
Het Lexicon recentis latinitatis (Nederlands: Lexicon van recent Latijn) is een woordenboek waar de vertalingen in staan van hedendaagse woorden die er nog niet waren in de klassieke tijd. In het Vaticaan worden alle belangrijke documenten in het Latijn geschreven. Alle woorden waar van oorsprong geen echt Latijns woord voor was, werden voordat Lexicon Recentis Latinitatis werd uitgegeven, vervangen door zinnen die de functie of het uiterlijk van het voorwerp beschreven. Dit kon grote verwarring veroorzaken als de betekenis niet goed begrepen werd of als er veel verschillende omschrijvingen in omloop waren.
Lexicon Recentis Latinitatis is ook voor het publiek uitgegeven en kost momenteel iets meer dan 100 euro.
Hier een paar voorbeelden van woorden die in de klassieke tijd nog niet bestonden:
- Basketbal - follis canistrique ludus
- Computer - instrumentum computatorium
- Condoom - tegumentum (letterlijk: bedekking)
- Cowboy - armentarius
- Elektriciteit - electrica vis
- Gangster - gregalis latro
- Idioot – homo hebes (letterlijk: zwakzinnige mens)
- Kamikaze - voluntarius sui interemptor
- Karate - oppugnatio inermis Iaponica
- Locomotief - currus tractorius
- Minigolf - pilamalleus minutus
- Nachtclub - taberna nocturna
- Playboy - iuvenis voluptarius
- Radar - radioëlectricum instrumentum detectorium (letterlijk: radio-elektrisch detectie-instrument)
- Smog - fumus et nebula (letterlijk: rook en nevel)
- Spoorweg - ferrivia (letterlijk: ijzeren weg)
- Videotheek - pellicularum cinematographicarum theca
- Wodka - valida potio Slavica (letterlijk: sterke Slavische drank)